# Lomben (Överkalix socken, Norrbotten, 737290-183136)
Lomben är en sjö i Överkalix kommun i Norrbotten och ingår i Sangisälvens huvudavrinningsområde. Sjön har en area på 0,276 kvadratkilometer och ligger 99 meter över havet. Sjön avvattnas av vattendraget Sangisälven (Raitajoki).

## Delavrinningsområde
Lomben ingår i det delavrinningsområde (737395-183210) som SMHI kallar för Inloppet i Kiilisjärvi. Medelhöjden är 120 meter över havet och ytan är 8,44 kvadratkilometer. Räknas de 15 avrinningsområdena uppströms in blir den ackumulerade arean 323,01 kvadratkilometer. Avrinningsområdets utflöde Sangisälven (Raitajoki) mynnar i havet. Avrinningsområdet består mestadels av skog (59 procent) och sankmarker (33 procent). Avrinningsområdet har 0,28 kvadratkilometer vattenytor vilket ger det en sjöprocent på 3,3 procent.